# Distretto di Tirap
Il distretto di Tirap è un distretto dell'Arunachal Pradesh, in India, di 100 227 abitanti. 
Il suo capoluogo è Khonsa.